# Claudia Bandixen

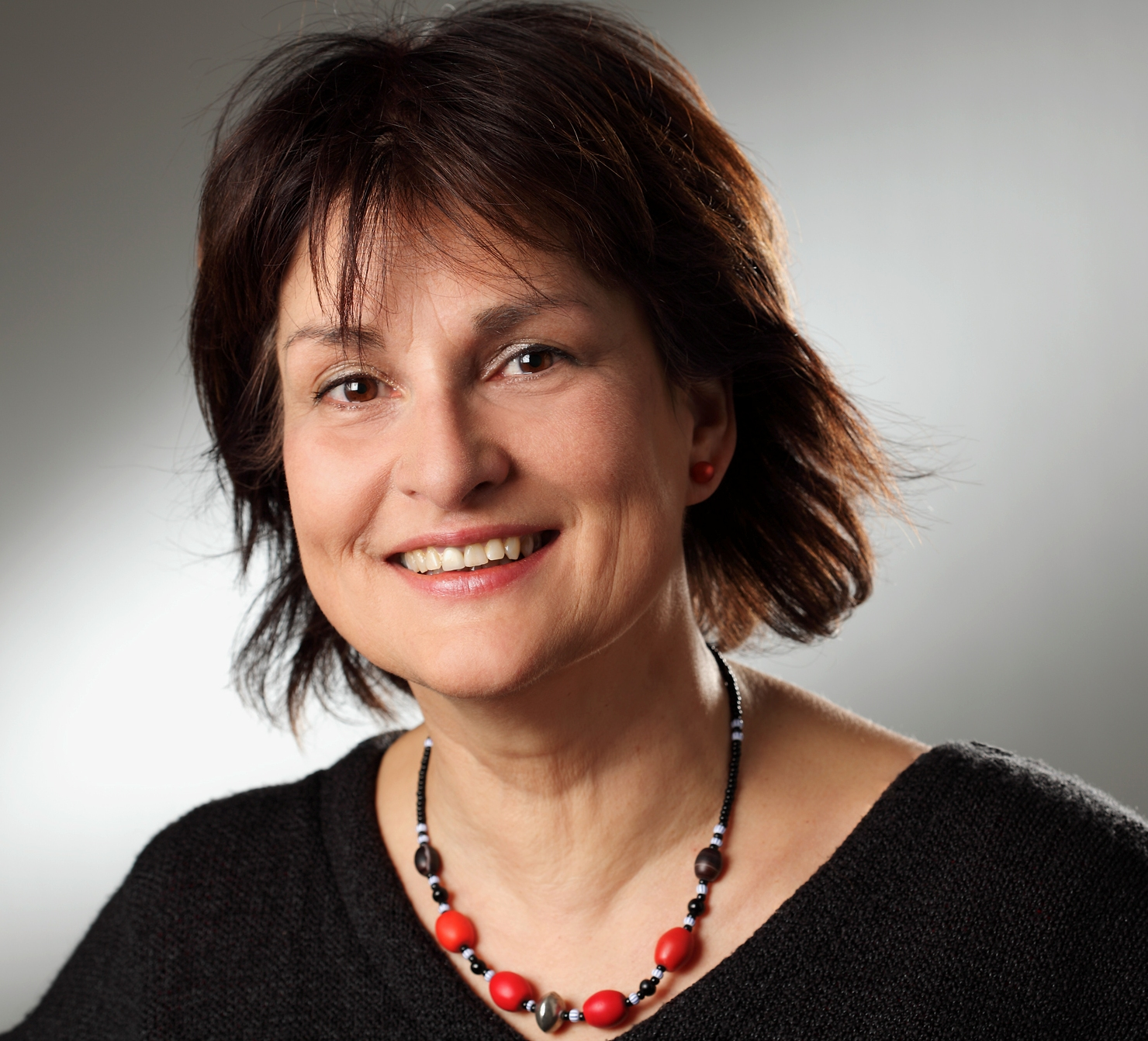

Claudia Bandixen-Widmer (* 13. März 1957) ist eine Schweizer Pfarrerin der evangelisch-reformierten Kirche. Sie war bis 2019 Direktorin von mission 21 in Basel.

## Leben
Nach der Matur B in Liestal studierte Bandixen evangelische Theologie in Basel, Zürich und Montpellier. Im Jahre 1985 wurde sie ordiniert und war zunächst fünf Jahre als Pfarrerin im Kanton Schaffhausen tätig. Von 1990 bis 1996 arbeitete sie als ökumenische Mitarbeiterin der Basler Mission (BM) in der Armutsbekämpfung in Chile und war anschliessend bis ins Jahr 2000 im Vorstand er BM.
Nach Vortrags- und Tagungstätigkeit im Auftrag der KEM (Kooperation Evangelischer Kirchen und Missionen) und Pfarrvertretungen in Kirchgemeinden des Kantons Aargau leitete sie von 2000 bis Ende 2002 das Erneuerungsprojekt der Aargauer Landeskirche «Kirche 2002». Im Juni 2002 wurde sie von der Synode zur Kirchenratspräsidentin für die Amtsperiode 2003–2006 gewählt und 2006 und 2010 jeweils für eine weitere Amtsperiode bestätigt. Im Februar 2012 wurde sie ins Direktorium von Mission 21 berufen und leitet bis Juni 2019 das landeskirchliche Missionswerk.

## Engagement
Menschenwürde und Gerechtigkeit für alle sind ihre zentralen Anliegen. So hat sie die Tradition der Palliative Care in der Aargauer Landeskirche in eine aktuelle Form gebracht. Sie war eine treibende Kraft hinter dem Erneuerungsprozess des Kirchengesetzes im Kanton Aargau. Zusammen mit anderen gründete sie das Netzwerk der Präsidentinnen reformierter Kirchen der Schweiz (PanKs). Als Vertreterin der aargauischen Landeskirche nahm sie 2007 den interreligiösen Dialog auf mit anderen Konfessionen und Religionen. Die Frucht dieser Arbeit sind ein schweizweites Netzwerk von unterstützenden Gemeinden und der Rat der Religionen Aargau. Der Dialog wurde gezielt verbunden mit präventivem Handeln in Bezug auf Fanatismus und gefährliche Vorurteile. Weltweit wurde präventives Handeln gefördert durch das Netzwerk von Mission 21.